# مايك ماسارو
مايك ماسارو (بالإنجليزية: Mike Massaro)‏ هو مهندس أمريكي، ولد في 1970.